# Cranberry Production
Cranberry Production est un studio allemand de développement de jeux vidéo, basé à Hanovre depuis 2007, filiale de l'éditeur de jeux vidéo dtp Entertainment basé à Hambourg. Le studio existe entre 1997 et 2007 sous le nom 4Head Studios.

## 4Head Studios
Le studio est fondé en 1997 par Lars Martensen et Tobias Severin sous le nom « 4Head Studios ». Le studio rencontre un succès commercial avec la série de jeux de simulation médiévale The Guild. Après 2007 (date de changement officiel du nom en « Cranberry Production »), le studio continue d'utiliser le nom « 4Head Studios » pour sa série The Guild.
Les jeux réalisés par le studio sous le nom « 4Head Studios » sont les suivants :
| Année | Titre du jeu                                            |
| ----- | ------------------------------------------------------- |
| 2002  | Europa 1400 : Les Marchands du Moyen Âge                |
| 2003  | Die Gilde: Gaukler, Gruften & Geschütze                 |
| 2003  | Big Biz Tycoon 2                                        |
| 2005  | Mall of America Tycoon                                  |
| 2005  | Europa 1400 : Les Marchands du Moyen Âge - Gold Edition |
| 2006  | The Guild 2                                             |
| 2007  | The Guild 2: Pirates of the European Seas               |
| 2008  | The Guild 2: Venice                                     |
| 2010  | The Guild 2: Renaissance                                |

## Cranberry Production
En 2007, dtp Entertainment acquiert 4Head Studios, et le renomme « Cranberry Production ». Le studio se tourne alors vers le jeu d'aventure sur PC en réalisant le jeu Mata Hari, puis en créant une suite au jeu The Black Mirror. Le studio garde toutefois une ouverture sur d'autres genres et d'autres plates-formes avec Crazy School Games (2009).
Une confusion sur le nom du développeur de Mata Hari est apparue, certaines sources utilisant le nouveau nom du studio (Cranberry Production) et d'autres utilisant l'ancien nom (4Head Studios). De fait, c'est bien sous le nom « Cranberry Production » que le développeur a signé le jeu.
Les jeux réalisés par le studio sous le nom « Cranberry Production » sont les suivants :
| Année | Titre du jeu                          |
| ----- | ------------------------------------- |
| 2008  | Mata Hari                             |
| 2009  | Black Mirror 2                        |
| 2009  | Crazy School Games                    |
| 2011  | Black Mirror 3                        |
| 2012  | Lost Chronicles of Zerzura            |
| 2012  | Mystery Agency: A Vampire's Kiss      |
| 2012  | Mystery Agency: Secrets of the Orient |
| 2012  | Mystery Agency: Visions in Time       |